# Фултон (Кентаки)
Фултон (енгл. Fulton) град је у америчкој савезној држави Кентаки.

## Демографија
По попису из 2010. године број становника је 2.445, што је 330 (-11,9%) становника мање него 2000. године.
| Група             | 2000.         | 2010.         |
| Белци             | 1.851 (66,7%) | 1.553 (63,5%) |
| Афроамериканци    | 816 (29,4%)   | 746 (30,5%)   |
| Азијати           | 19 (0,7%)     | 43 (1,8%)     |
| Хиспаноамериканци | 40 (1,4%)     | 20 (0,8%)     |
| Укупно            | 2.775         | 2.445         |